# 高尚志 (嘉靖壬辰進士)
高尚志（1512年—？年），字德崇，號貞庵，山東東昌府冠縣人，明朝政治人物。

## 生平
嘉靖十年（1531年）辛卯科山東鄉試第十七名舉人，十一年（1532年）壬辰科會試十九名，第三甲第一百零八名進士。工部觀政，次年任直隸成安縣知縣。降順天府儒學教授，陞國子監學正。歷官禮部主事，升員外郎、精膳司郎中，出官陝西平涼府知府，升河東鹽運使。

## 著作
有《大伾山》等诗作。

## 家族
曾祖高安，祖高勉，父高泰，嫡母侯氏；生母孟氏。慈侍下。。兄琇；瓐；瑜，弟尚義；尚質；尚賔。